# Amerotyphlops tasymicris
Amerotyphlops tasymicris är en ormart som beskrevs av Thomas 1974. Amerotyphlops tasymicris ingår i släktet Amerotyphlops och familjen maskormar. Inga underarter finns listade i Catalogue of Life.
Denna orm förekommer endemisk på Union Island som tillhör Saint Vincent och Grenadinerna. Den lever där på kullar som är upp till 180 meter höga. Arten vistas i skogar. Amerotyphlops tasymicris gräver i lövskiktet och i det översta jordlagret. Honor lägger ägg. Individerna blir upp till 18cm långa. Deras ovansida är mörkare än undersidan.
Beståndet hotas av skogsröjningar. Kanske kan några exemplar överleva i trädodlingar. Några individer kan falla offer för tamkatter. IUCN kategoriserar arten globalt som starkt hotad.